# Hongaars voetbalelftal (mannen)
Het Hongaars voetbalelftal is een team van voetballers dat Hongarije vertegenwoordigt in internationale wedstrijden en competities, zoals het WK en het EK.
Tussen 1952 en 1954 gold het Hongaarse elftal als het sterkste team ter wereld en had het de bijnaam Magische Magyaren. Het team won op de Olympische Spelen van 1952 te Helsinki de gouden medaille. Daarna was het 'wonderteam' het eerste elftal dat Engeland op eigen bodem versloeg. De uitslag 6-3 was sensationeel.
Hongarije was dan ook de grote favoriet voor het WK 1954 in Zwitserland.
In de voorrondes versloeg het de latere medefinalist Duitsland met 8-3 maar uiteindelijk werd het in de WK-finale van 1954 na een 0-2-voorsprong voor Hongarije toch nog 3-2 voor 'Die Mannschaft'.
Enkele Hongaarse spelersnamen uit die tijd:
Grosics (doelman), Lorant, Hidegkuti, Kocsis (later Barcelona), Kubala, Puskas (later Real Madrid) en Toth.

## Geschiedenis

### Beginjaren
Op 12 oktober 1902 speelde het land de eerste officiële interland. In deze tijd bestond het keizerrijk Oostenrijk-Hongarije nog. Het land kreeg wel twee voetbalelftallen. Voor Hongarije konden spelers opgeroepen worden uit Transleithanië, voor Oostenrijk uit Cisleithanië. Oostenrijk won met 5-0. De wedstrijd werd nog vaak gespeeld en is de meest gespeelde interlandwedstrijd in Europa. In de wereld moeten ze enkel Argentinië-Uruguay voor laten gaan.
In 1912 nam het land deel aan de Olympische Spelen in Stockholm, waar ze in de eerste wedstrijd met 7-0 wandelen gestuurd werden door Groot-Brittannië. In die tijd mochten de verliezers uit nog een troosttoernooi spelen dat ze, na overwinningen op Duitsland en Oostenrijk, wonnen. Na de Spelen reisde het team naar Rusland, waar ze twee vriendschappelijke wedstrijden speelden. Na de eerste 9-0 werd het in de tweede wedstrijd zelfs 12-0, wat tot op heden de grootste overwinning ooit is voor het team. Imre Schlosser was de topschutter van deze wedstrijden met zeven goals. Tijdens de Eerste Wereldoorlog speelde Hongarije zestien keer tegen Oostenrijk. In 1919 eiste Engeland dat de centrale mogendheden, waaronder Hongarije, door de FIFA uitgesloten zouden worden, maar de FIFA weigerde waardoor de Britse bonden zich terugtrokken uit de FIFA. Boedapest was kandidaat om de Olympische Spelen in 1920 te organiseren, maar door de rol in de oorlog verloor het die kans aan Antwerpen, en de centrale mogendheden mochten zelfs niet deelnemen. Vier jaar later namen ze wel deel aan de Spelen in Parijs. In de eerste ronde werd Polen met 5-0 wandelen gestuurd, maar in de tweede ronde volgde een 3-0 nederlaag tegen Egypte, waarop de bondscoach en de voorzitter van de voetbalbond hun ontslag indienden. Tussen 1927 en 1930 namen ze deel aan de allereerste editie van de Europabeker, de eerste grote landencompetitie in Europa voor landen in Centraal-Europa. Op 12 juni 1927 versloeg het land Frankrijk met 13-1, József Takács scoorde 6 keer voor zijn vaderland.

### Eerste WK's

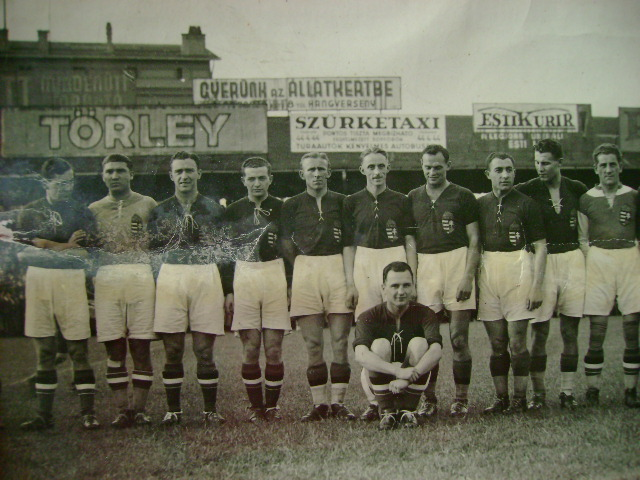
Elftal dat in 1938 vicewereldkampioen werd.

In 1930 werd voor het eerst een WK georganiseerd. Het was het enige WK waarvoor men zich niet kon kwalificeren maar waarvoor men uitgenodigd werd. Aangezien Hongarije geen uitnodiging kreeg namen ze niet deel. Vier jaar later waren ze er wel bij. Het WK werd toen nog vanaf de eerste ronde met rechtstreekse uitschakeling gespeeld. Hongarije won met 4-2 van Egypte en verloor dan in de kwartfinale van aartsrivaal Oostenrijk. Vier jaar later was het land er opnieuw bij na een 11-1 overwinning op Griekenland in de kwalificatiecampagne. Het WK in Frankrijk begon voortreffelijk met een 6-0 overwinning op Nederlands-Indië. In de volgende rondes werden Zwitserland met 2-0 en Zweden met 5-1 aan de kant gezet, waardoor de finale gespeeld werd tegen de regerende wereldkampioen Italië. De Italianen kwamen al snel 0-1 voor, maar twee minuten later maakten de Hongaren gelijk. Aan de rust stond het echter al 1-3 voor Italië en na de rust scoorden beide teams nog één keer waardoor Hongarije vicewereldkampioen werd.

### Magische Magyaren

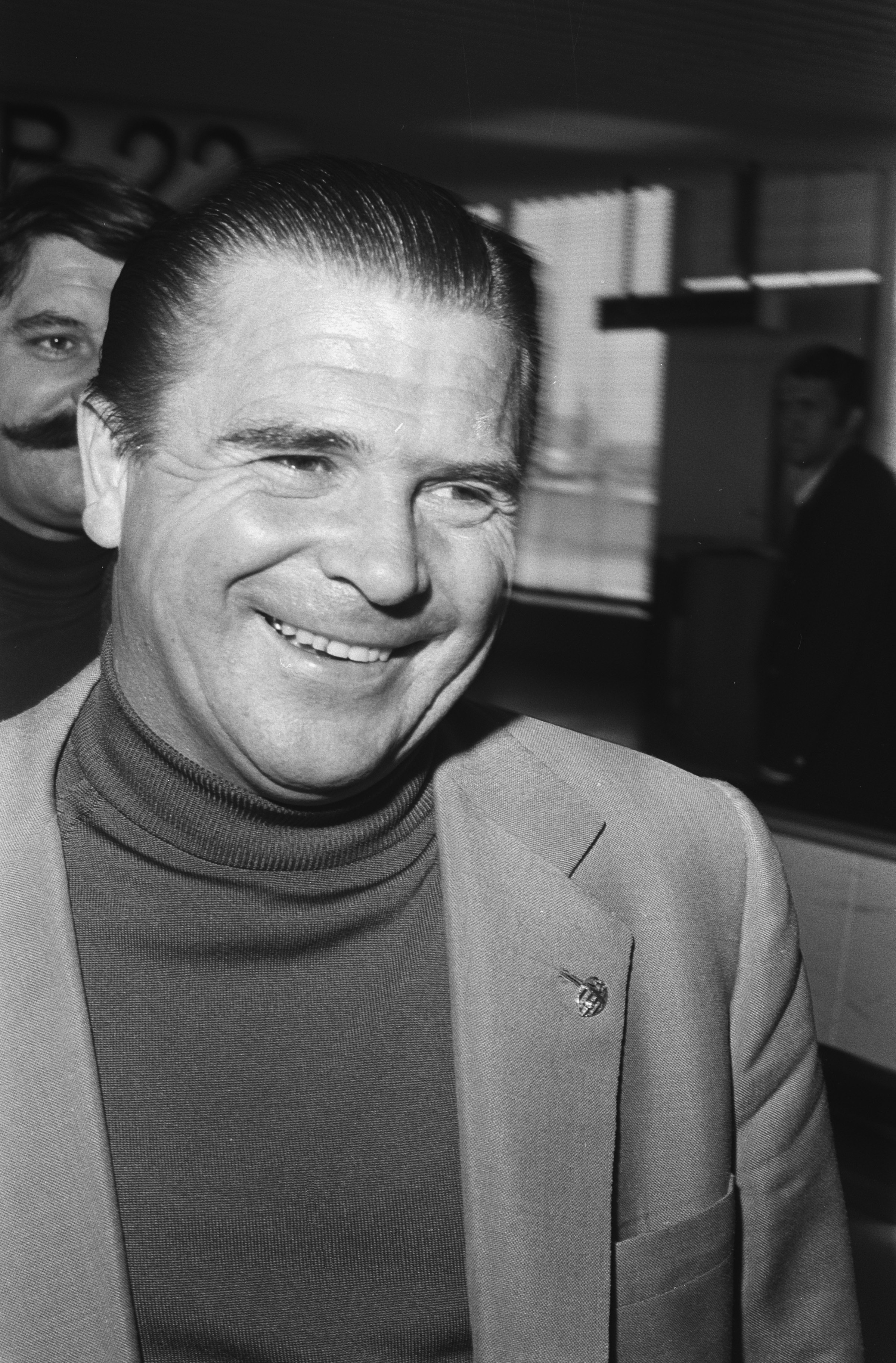
Sterspeler Ferenc Puskás.

In 1950 nam het land niet deel aan de kwalificatiecampagne voor het WK. Twee jaar later wonnen ze wel goud op de Olympische Spelen in Helsinki, met latere sterspelers Ferenc Puskás en Sándor Kocsis. Op 25 november 1953 speelde Hongarije in het Wembley Stadium voor 105.000 toeschouwers in Londen tegen Engeland in een wedstrijd die de geschiedenis zou ingaan als Match van de eeuw. De Engelsen, die thuis nog steeds ongeslagen waren, werden in de eerste minuut al op achtervolgen gezet door een snelle goal van Nándor Hidegkuti. Aan de rust stond het 2-4, naast Hidegkuti had ook nog Puskás twee keer gescoord. Uiteindelijk werd het 3-6. Op 23 mei 1954 gaven de Magische Magyaren de Engelsen in Hongarije zelfs een 7-1 pak slaag. 
Op het WK in Zwitserland hakten de Hongaren Zuid-Korea in de pan, het werd 9-0. In de tweede groepswedstrijd werd ook West-Duitsland vernederd met 8-3. In de kwartfinale tegen Brazilië was sterspeler Puskás geblesseerd, maar de Magyaren hadden kwaliteit genoeg in huis en na 7 minuten stond het al 2-0 in de gietende regen. Na twee strafschoppen sloeg de sfeer om en werden er vuile fouten gemaakt en spelers van het veld gestuurd. Na de wedstrijd gingen de spelers met elkaar op de vuist en de wedstrijd ging de geschiedenis in als de Slag van Bern. In de halve finale wachtte Uruguay. De Hongaren kwamen 2-0 voor, maar Hohberg bracht de stand weer in evenwicht waardoor er verlengingen kwamen, waarin Kocsis twee keer scoorde. In de finale was Puskás er weer bij en was West-Duitsland de tegenstander. Puskás en Czibor zetten de Hongaren al na acht minuten op rozen met twee goals, maar al in de tiende minuut maakte Morlock de aansluitingstreffer en nog acht minuten later maakte Rahn gelijk. In de 84ste minuut maakte Rahn de 3-2. Ook Puskás scoorde nog maar zijn doelpunt werd afgekeurd en dat is nog steeds omstreden. Na de Slag van Bern ging deze wedstrijd de geschiedenis in als het Wonder van Bern.

### Nieuwe generatie
Na de Hongaarse opstand in 1956 vluchtten een aantal spelers, onder wie Puskás en Kocsis, naar het buitenland waardoor het team verzwakte en er een einde kwam aan de Magische Magyaren. Dit resulteerde meteen in een nederlaag tegen Noorwegen in de kwalificatiecampagne voor het WK in Zweden. Echter werd de scheve situatie rechtgezet met drie opeenvolgende overwinningen. Op het WK speelden ze gelijk tegen Wales en verloren ze tegen Zweden. In de laatste groepswedstrijd wonnen ze ruim tegen Mexico. Hongarije had een beter doelsaldo dan Wales, maar de regel was dat jaar dat in geval van gelijke stand er een extra wedstrijd gespeeld werd. Wales won met 2-1 en het WK was afgelopen. In 1960 werd het eerste EK gespeeld, waar ze zich niet voor kwalificeerden.
Flórián Albert van Ferencváros was het nieuwe goudhaantje van de nationale ploeg en ze plaatsten zich probleemloos voor het WK in Chili. In de eerste groepswedstrijd scoorde hij het winnende doelpunt tegen Engeland en tegen Bulgarije maakte hij een hattrick. Na een gelijkspel tegen Argentinië gingen ze als groepswinnaar naar de kwartfinale tegen buurland Tsjecho-Slowakije. De Tsjecho-Slowaken, die in de groepsfase nog een 3-1 nederlaag van Mexico aangesmeerd kregen wonnen verrassend waardoor de Hongaren uitgeschakeld werden. Twee jaar later zouden ze wel wraak nemen op hun buren door ze te verslaan in de finale van de Olympische Spelen, waar Ferenc Bene twaalf keer scoorde op het toernooi. Eerder die zomer had het land zich al ten koste van Frankrijk geplaatst voor het EK 1964, waar ze derde werden. Nadat Ferencváros in 1965 nog de Jaarbeursstedenbeker won plaatsten de Hongaren zich opnieuw voor het WK 1966. Ze zaten in een poule met Brazilië, dat aasde op een derde wereldtitel op rij, maar daarvoor te veel berustte op de sterren van weleer. Na een overwinning op Bulgarije, terwijl Hongarije van Portugal verloor slaagden de Hongaren erin om met 3-1 te winnen van Brazilië. Nadat ook Bulgarije met dezelfde cijfers verslagen werd stonden ze opnieuw in de kwartfinale van het WK, waarin ze tegen de Sovjet-Unie uitkwamen. Tsjislenko opende al na vijf minuten de score voor de Sovjets. Kort na de rust maakte Porkoejan de 2-0. Bene kon nog de aansluitingstreffer maken, maar opnieuw was de kwartfinale het eindstation. Twee jaar later was de Sovjet-Unie opnieuw de boosdoener voor Hongarije. Nadat ze groepswinnaar geworden waren in de kwalificatie voor het EK wonnen ze in de kwartfinale, de laatste ronde voor het eigenlijke EK thuis met 2-0, maar een week later wonnen de Sovjets thuis voor meer dan 90.000 toeschouwers met 3-0. Later dat jaar verlengden ze wel hun Olympische titel. In deze tijden waren het meestal landen uit het Oostblok die zegevierden op de Spelen omdat zij geen profspelers hadden maar enkel amateurspelers, waardoor zij op volle sterkte konden meedoen aan het toernooi, in tegenstelling tot de andere landen. Flórián Albert was een jaar eerder zelfs Europees voetballer van het jaar geworden.

### Jaren zeventig en tachtig
In 1930 en 1950 had het land niet deelgenomen aan het WK, maar in 1970 kwalificeerde het land zich voor het eerst niet. In de kwalificatie waren ze sterker dan Tsjecho-Slowakije, maar door een nederlaag op Denemarken, dat derde eindigde, moesten ze een barragewedstrijd spelen tegen Tsjecho-Slowakije op neutraal terrein in Marseille. De Tsjecho-Slowaken wonnen met 4-1 waardoor de Hongaren voor het eerst het WK misten. Twee jaar later waren ze er wel bij op het EK in België. Andermaal was de Sovjet-Unie degene die zorgde voor een uitschakeling. In de wedstrijd om de derde plaats verloren ze ook van België. Op de Spelen van 1972 bereikten ze voor de derde keer op rij de finale, maar moesten nu het onderspit delven voor Polen.
In 1974 kwalificeerde het land zich opnieuw niet voor het WK en dat terwijl ze geen enkele wedstrijd verloren, echter door vier keer gelijk te spelen eindigden Zweden en Oostenrijk met evenveel punten en een beter doelsaldo. Nadat ook het EK van 1976 gemist werd kwam er weer een talentvolle lichting met spelers als András Törőcsik en Tibor Nyilasi. Hongarije hield de Sovjet-Unie van het WK en in een intercontinentale eindronde veegde het de vloer aan met Bolivia, waar met 6-0 thuis van gewonnen werd. In de eindronde waren de Hongaren echter kansloos in een loodzware poule met gastland Argentinië en Italië en Frankrijk.
Hoewel het EK in 1980 werd uitgebreid van vier naar acht landen kon het land zich opnieuw niet plaatsen. Twee jaar later waren ze wel van de partij op het WK in Spanje, en werd in de kwalificatie zelfs groepswinnaar voor Engeland. Op het WK vestigde Hongarije een record door met 10-1 van El Salvador te winnen in de openingswedstrijd. De euforie werd echter al meteen tenietgedaan door een zware nederlaag tegen wereldkampioen Argentinië. In de laatste groepswedstrijd leken ze op weg naar een overwinning, maar Alex Czerniatynski scoorde in de 76ste minuut voor België, waardoor België groepswinnaar werd en Hongarije uitgeschakeld was.
Het EK 1984 werd gemist en het land eindigde zelfs voorlaatste in de poule, met enkel Luxemburg achter zich, echter slaagden ze er voor de derde keer op rij in om naar het WK te gaan. Na een 6-0 nederlaag tegen de Sovjet-Unie, hielden ze hun kansen gaaf met een overwinning op Canada, maar in de laatste groepswedstrijd won Frankrijk met 0-3. Niemand wist toen dat Hongarije, dat vijftig jaar lang meedraaide met de wereldtop, zijn laatste wedstrijd op het WK gespeeld zou hebben.

### Donkere periode
De volgende jaren was Hongarije slechts een grijze muis in de kwalificatiecampagnes van het EK en WK en was meestal kansloos. De val van het communisme bleek ook nefast te zijn voor het Hongaarse voetbal. De clubs werden financieel niet meer door de overheid gesteund en kregen financiële problemen en konden zich niet meer meten met West-Europese clubs, wat ook zijn weerslag had op het nationale elftal. In 1996 speelden ze wel op de Spelen in Atlanta, al was dit niet zoals voorheen met hun sterkste bezetting en ze werden dan ook laatste in hun groep. Met een 87ste plaats op de FIFA-ranglijst bereikten ze een dieptepunt. In 1998 kwamen ze nog dicht bij het WK nadat ze tweede werden in hun groep. Er werd een play-off gespeeld tegen Joegoslavië, die de Hongaren echter in eigen huis met 1-7 vernietigden. De nutteloze return werd nog met 5-0 verloren.
De volgende kwalificatiecampagnes voor EK en WK draaiden steeds op niets uit. Voor het EK 2008 zakte het land echt naar een dieptepunt met een zesde plaats op zeven en zelfs een nederlaag tegen voetbaldwerg Malta. Zelfs met buitenlandse coaches als Lothar Matthäus en Erwin Koeman kon het land geen resultaten boeken.

### Nieuwe kansen
Tijdens de kwalificatie van het EK 2012 werd de club derde, zij het met vijf punten achterstand op de nummer twee, toch was dit hun beste resultaat sinds 1998. In de daaropvolgende kwalificatie voor het WK 2014 deed het land met Roemenië mee voor de tweede plaats, maar in een cruciale wedstrijd tegen Nederland gingen ze met 8–1 de boot in en waren opnieuw als derde uitgeschakeld. In 2016 kwam er eindelijk een einde aan de afwezigheid van Hongarije op een groot toernooi. Ze werden derde in hun groep tijdens de kwalificaties voor het EK 2016, maar door een play-off maakte Hongarije toch nog kans om naar het EK in Frankrijk te gaan. Noorwegen werd over twee wedstrijden opzij gezet. Op het EK openden de Hongaren met een verrassende overwinning op hun aartsrivalen Oostenrijk. In de tweede wedstrijd werden ze door de IJslanders geholpen door een eigen doelpunt van Sævarsson, waardoor de punten gedeeld werden. In de laatste wedstrijd kwam Hongarije drie keer op voorsprong tegen het Portugal van Cristiano Ronaldo, maar zij kwamen telkens weer langszij. Desalniettemin ging Hongarije als groepswinnaar naar de tweede ronde, waar België wachtte. In een mooie wedstrijd scoorde de Belgen 4 keer waardoor het Hongaarse sprookje uit was. Tijdens de kwalificaties voor het WK 2018 werd de groep gedomineerd door Portugal en Zwitserland, maar Hongarije begon al slecht door een scoreloos gelijkspel tegen de Faeröer. Ook tegen Andorra werd verloren. Hongarije werd wel nog derde, maar telde een immense kloof van 14 punten op de eerste twee.
In 2017 werd de Belg Georges Leekens bondscoach, echter leed hij al snel een 2–1 nederlaag in een vriendschappelijke wedstrijd tegen Luxemburg. Wegens de zwakke resultaten, Leekens kon géén enkele van zijn matchen winnen, werd hij in juni 2018 aan de deur gezet bij de Hongaren. Marco Rossi nam zijn functie over. Onder zijn leiding eindigde Hongarije in de eerste editie van de UEFA Nations League in divisie C als tweede in een groep met Finland, Griekenland en Estland, waarmee het promoveerde naar divisie B. In de kwalificatie voor het EK 2020, waar drie groepswedstrijden en een achtste finale gespeeld zouden worden in Boedapest, werd Hongarije ingedeeld in een groep met Kroatië, Wales, Slowakije en Azerbeidzjan. Doordat de laatste groepswedstrijd op bezoek bij Wales met 2–0 verloren ging, eindigde Hongarije met vier overwinningen en vier nederlagen als vierde in de groep, met een achterstand van twee punten op de top 2. Via de UEFA Nations League nam Hongarije echter deel aan de play-offs. In de halve finales werd Bulgarije met 1–3 verslagen, waarna de finale tegen IJsland met 2–1 werd gewonnen door late doelpunten van Loïc Nego en Dominik Szoboszlai, waardoor Hongarije zich plaatste voor het eindtoernooi. De eindronde werd vanwege de coronacrisis met een jaar uitgesteld. In het najaar van 2020 werd Hongarije in divisie B van de UEFA Nations League groepswinnaar in een groep met Rusland, Servië en Turkije, waarmee het promoveerde naar divisie B. Op het EK 2020 werd Hongarije ingedeeld in een groep met voormalige winnaars Portugal, Frankrijk en Duitsland. In het eerste groepsduel verloor Hongarije door late doelpunten met 0–3 van Portugal, waarna Frankrijk op een 1–1 gelijkspel werd gehouden. In het laatste groepsduel tegen Duitsland had Hongarije langdurig een voorsprong, maar speelde het uiteindelijk met 2–2 gelijk, waardoor het werd uitgeschakeld.
In de kwalificatie voor het WK 2022 in Qatar werd Hongarije ingedeeld in een groep met Engeland, Polen, Albanië, Andorra en San Marino. Na vijf overwinningen en drie nederlagen eindigde Hongarije als vierde in de groep, met drie punten achterstand op de tweede plek, die recht gaf op deelname aan de play-offs. Op basis van prestaties in de UEFA Nations League kwam Hongarije net tekort om toch deel te nemen aan de play-offs, waardoor Hongarije zich niet kwalificeerde voor de eindronde. In 2022 eindigde Hongarije in divisie A van de UEFA Nations League verrassend als tweede in een groep met Italië, Duitsland en Engeland na onder meer een 0–4 uitzege op Engeland. In de kwalificatie voor het EK 2024 in Duitsland eindigde Hongarije als ongeslagen groepswinnaar in een groep met Servië, Montenegro, Litouwen en Bulgarije. Op het EK 2024 zat Hongarije in een groep met gastland Duitsland, Schotland en Zwitserland. De eerste twee wedstrijden gingen verloren, met 1–3 tegen Zwitserland en met 2–0 tegen Duitsland. Hongarije won de laatste groepswedstrijd met 0–1 tegen Schotland, dankzij een doelpunt van Kevin Csoboth in de honderdste minuut, maar dat was niet genoeg om zich als een van de beste nummers 3 te plaatsen voor de volgende ronde, waardoor het uitgeschakeld werd.

## Deelnames aan internationale toernooien

### Wereldkampioenschap
| Wereldkampioenschap voetbal | Wereldkampioenschap voetbal | Wereldkampioenschap voetbal | Wereldkampioenschap voetbal | Wereldkampioenschap voetbal | Wereldkampioenschap voetbal | Wereldkampioenschap voetbal | Wereldkampioenschap voetbal | Wereldkampioenschap voetbal | Wereldkampioenschap voetbal |
| Jaar                        | Ronde                       | Wed.                        | W                           | G                           | V                           | DV                          | DT                          | Kwal                        |                             |
| --------------------------- | --------------------------- | --------------------------- | --------------------------- | --------------------------- | --------------------------- | --------------------------- | --------------------------- | --------------------------- | --------------------------- |
| 1930                        | Geen deelname               | Geen deelname               | Geen deelname               | Geen deelname               | Geen deelname               | Geen deelname               | Geen deelname               | Geen deelname               |                             |
| 1934                        | Kwartfinale                 | 2                           | 1                           | 0                           | 1                           | 5                           | 4                           | (Kwal.)                     |                             |
| 1938                        | Tweede                      | 4                           | 3                           | 0                           | 1                           | 15                          | 5                           | (Kwal.)                     |                             |
| 1950                        | Geen deelname               | Geen deelname               | Geen deelname               | Geen deelname               | Geen deelname               | Geen deelname               | Geen deelname               | Geen deelname               |                             |
| 1954                        | Tweede                      | 5                           | 4                           | 0                           | 1                           | 27                          | 10                          | (Kwal.)                     |                             |
| 1958                        | Groepsfase                  | 4                           | 1                           | 1                           | 2                           | 7                           | 5                           | (Kwal.)                     |                             |
| 1962                        | Kwartfinale                 | 4                           | 2                           | 1                           | 1                           | 8                           | 3                           | (Kwal.)                     |                             |
| 1966                        | Kwartfinale                 | 4                           | 2                           | 0                           | 2                           | 8                           | 7                           | (Kwal.)                     |                             |
| 1970                        | Niet gekwalificeerd         | Niet gekwalificeerd         | Niet gekwalificeerd         | Niet gekwalificeerd         | Niet gekwalificeerd         | Niet gekwalificeerd         | Niet gekwalificeerd         | Niet gekwalificeerd         |                             |
| 1974                        | Niet gekwalificeerd         | Niet gekwalificeerd         | Niet gekwalificeerd         | Niet gekwalificeerd         | Niet gekwalificeerd         | Niet gekwalificeerd         | Niet gekwalificeerd         | Niet gekwalificeerd         |                             |
| 1978                        | Groepsfase                  | 3                           | 0                           | 0                           | 3                           | 3                           | 8                           | (Kwal.)                     |                             |
| 1982                        | Groepsfase                  | 3                           | 1                           | 1                           | 1                           | 12                          | 6                           | (Kwal.)                     |                             |
| 1986                        | Groepsfase                  | 3                           | 1                           | 0                           | 2                           | 2                           | 9                           | (Kwal.)                     |                             |
| 1990                        | Niet gekwalificeerd         | Niet gekwalificeerd         | Niet gekwalificeerd         | Niet gekwalificeerd         | Niet gekwalificeerd         | Niet gekwalificeerd         | Niet gekwalificeerd         | Niet gekwalificeerd         |                             |
| 1994                        | Niet gekwalificeerd         | Niet gekwalificeerd         | Niet gekwalificeerd         | Niet gekwalificeerd         | Niet gekwalificeerd         | Niet gekwalificeerd         | Niet gekwalificeerd         | Niet gekwalificeerd         |                             |
| 1998                        | Niet gekwalificeerd         | Niet gekwalificeerd         | Niet gekwalificeerd         | Niet gekwalificeerd         | Niet gekwalificeerd         | Niet gekwalificeerd         | Niet gekwalificeerd         | Niet gekwalificeerd         |                             |
| 2002                        | Niet gekwalificeerd         | Niet gekwalificeerd         | Niet gekwalificeerd         | Niet gekwalificeerd         | Niet gekwalificeerd         | Niet gekwalificeerd         | Niet gekwalificeerd         | Niet gekwalificeerd         |                             |
| 2006                        | Niet gekwalificeerd         | Niet gekwalificeerd         | Niet gekwalificeerd         | Niet gekwalificeerd         | Niet gekwalificeerd         | Niet gekwalificeerd         | Niet gekwalificeerd         | Niet gekwalificeerd         |                             |
| 2010                        | Niet gekwalificeerd         | Niet gekwalificeerd         | Niet gekwalificeerd         | Niet gekwalificeerd         | Niet gekwalificeerd         | Niet gekwalificeerd         | Niet gekwalificeerd         | Niet gekwalificeerd         |                             |
| 2014                        | Niet gekwalificeerd         | Niet gekwalificeerd         | Niet gekwalificeerd         | Niet gekwalificeerd         | Niet gekwalificeerd         | Niet gekwalificeerd         | Niet gekwalificeerd         | Niet gekwalificeerd         |                             |
| 2018                        | Niet gekwalificeerd         | Niet gekwalificeerd         | Niet gekwalificeerd         | Niet gekwalificeerd         | Niet gekwalificeerd         | Niet gekwalificeerd         | Niet gekwalificeerd         | Niet gekwalificeerd         |                             |
| 2022                        | Niet gekwalificeerd         | Niet gekwalificeerd         | Niet gekwalificeerd         | Niet gekwalificeerd         | Niet gekwalificeerd         | Niet gekwalificeerd         | Niet gekwalificeerd         | Niet gekwalificeerd         |                             |

### Europees kampioenschap
| Europees kampioenschap voetbal | Europees kampioenschap voetbal | Europees kampioenschap voetbal | Europees kampioenschap voetbal | Europees kampioenschap voetbal | Europees kampioenschap voetbal | Europees kampioenschap voetbal | Europees kampioenschap voetbal | Europees kampioenschap voetbal | Europees kampioenschap voetbal |
| Jaar                           | Ronde                          | Wed.                           | W                              | G                              | V                              | DV                             | DT                             | Kwal                           |                                |
| ------------------------------ | ------------------------------ | ------------------------------ | ------------------------------ | ------------------------------ | ------------------------------ | ------------------------------ | ------------------------------ | ------------------------------ | ------------------------------ |
| 1960                           | Niet gekwalificeerd            | Niet gekwalificeerd            | Niet gekwalificeerd            | Niet gekwalificeerd            | Niet gekwalificeerd            | Niet gekwalificeerd            | Niet gekwalificeerd            | Niet gekwalificeerd            |                                |
| 1964                           | Derde                          | 2                              | 1                              | 0                              | 1                              | 4                              | 3                              | (Kwal.)                        |                                |
| 1968                           | Niet gekwalificeerd            | Niet gekwalificeerd            | Niet gekwalificeerd            | Niet gekwalificeerd            | Niet gekwalificeerd            | Niet gekwalificeerd            | Niet gekwalificeerd            | Niet gekwalificeerd            |                                |
| 1972                           | Vierde                         | 2                              | 0                              | 0                              | 2                              | 1                              | 3                              | (Kwal.)                        |                                |
| 1976                           | Niet gekwalificeerd            | Niet gekwalificeerd            | Niet gekwalificeerd            | Niet gekwalificeerd            | Niet gekwalificeerd            | Niet gekwalificeerd            | Niet gekwalificeerd            | Niet gekwalificeerd            |                                |
| 1980                           | Niet gekwalificeerd            | Niet gekwalificeerd            | Niet gekwalificeerd            | Niet gekwalificeerd            | Niet gekwalificeerd            | Niet gekwalificeerd            | Niet gekwalificeerd            | Niet gekwalificeerd            |                                |
| 1984                           | Niet gekwalificeerd            | Niet gekwalificeerd            | Niet gekwalificeerd            | Niet gekwalificeerd            | Niet gekwalificeerd            | Niet gekwalificeerd            | Niet gekwalificeerd            | Niet gekwalificeerd            |                                |
| 1988                           | Niet gekwalificeerd            | Niet gekwalificeerd            | Niet gekwalificeerd            | Niet gekwalificeerd            | Niet gekwalificeerd            | Niet gekwalificeerd            | Niet gekwalificeerd            | Niet gekwalificeerd            |                                |
| 1992                           | Niet gekwalificeerd            | Niet gekwalificeerd            | Niet gekwalificeerd            | Niet gekwalificeerd            | Niet gekwalificeerd            | Niet gekwalificeerd            | Niet gekwalificeerd            | Niet gekwalificeerd            |                                |
| 1996                           | Niet gekwalificeerd            | Niet gekwalificeerd            | Niet gekwalificeerd            | Niet gekwalificeerd            | Niet gekwalificeerd            | Niet gekwalificeerd            | Niet gekwalificeerd            | Niet gekwalificeerd            |                                |
| 2000                           | Niet gekwalificeerd            | Niet gekwalificeerd            | Niet gekwalificeerd            | Niet gekwalificeerd            | Niet gekwalificeerd            | Niet gekwalificeerd            | Niet gekwalificeerd            | Niet gekwalificeerd            |                                |
| 2004                           | Niet gekwalificeerd            | Niet gekwalificeerd            | Niet gekwalificeerd            | Niet gekwalificeerd            | Niet gekwalificeerd            | Niet gekwalificeerd            | Niet gekwalificeerd            | Niet gekwalificeerd            |                                |
| 2008                           | Niet gekwalificeerd            | Niet gekwalificeerd            | Niet gekwalificeerd            | Niet gekwalificeerd            | Niet gekwalificeerd            | Niet gekwalificeerd            | Niet gekwalificeerd            | Niet gekwalificeerd            |                                |
| 2012                           | Niet gekwalificeerd            | Niet gekwalificeerd            | Niet gekwalificeerd            | Niet gekwalificeerd            | Niet gekwalificeerd            | Niet gekwalificeerd            | Niet gekwalificeerd            | Niet gekwalificeerd            |                                |
| 2016                           | Achtste finale                 | 4                              | 1                              | 2                              | 1                              | 6                              | 8                              | (Kwal.)                        |                                |
| 2020                           | Groepsfase                     | 3                              | 0                              | 2                              | 1                              | 3                              | 6                              | (Kwal.)                        |                                |
| 2024                           | Groepsfase                     | 3                              | 1                              | 0                              | 2                              | 2                              | 5                              | (Kwal.)                        |                                |
| Totaal                         | 5 keer                         | 14                             | 3                              | 4                              | 7                              | 16                             | 25                             |                                |                                |

### UEFA Nations League
| 2018–19 | C | 31e | 6 | 3 | 1 | 2 | 9 | 6 | Stabiel  |
| 2020–21 | B | 20e | 6 | 3 | 2 | 1 | 7 | 4 | Gestegen |
| 2022–23 | A | 8e  | 6 | 3 | 1 | 2 | 8 | 5 | Stabiel  |

## Huidige selectie
Bijgewerkt tot en met 23 maart 2025, de interland tegen  Turkije in de UEFA Nations League.
| Nr.         | Naam               | Wed. | Dlpnt. | Club               |
| ----------- | ------------------ | ---- | ------ | ------------------ |
| Doel        |                    |      |        |                    |
| 1           | Dénes Dibusz       | 43   | 0      | Ferencváros        |
| 12          | Péter Gulácsi      | 58   | 0      | RB Leipzig         |
| 22          | Péter Szappanos    | 1    | 0      | Paks               |
| Verdediging |                    |      |        |                    |
| 2           | Attila Osváth      | 1    | 0      | Paks               |
| 3           | Botond Balogh      | 7    | 0      | Parma              |
| 4           | Attila Szalai      | 47   | 2      | Standard Luik      |
| 5           | Attila Fiola       | 64   | 2      | Újpest             |
| 6           | Willi Orbán        | 56   | 6      | RB Leipzig         |
| 7           | Loïc Nego          | 40   | 2      | Le Havre           |
| 11          | Milos Kerkez       | 23   | 0      | Bournemouth        |
| 14          | Bendegúz Bolla     | 26   | 0      | Rapid Wien         |
| 15          | Márton Dárdai      | 13   | 0      | Hertha BSC         |
| 21          | Endre Botka        | 30   | 1      | Kecskemét          |
| Middenveld  |                    |      |        |                    |
| 8           | Bálint Vécsei      | 13   | 2      | Paks               |
| 10          | Dominik Szoboszlai | 53   | 15     | Liverpool          |
| 13          | Mihály Kata        | 5    | 0      | MTK                |
| 13          | András Schäfer     | 35   | 4      | Union Berlin       |
| 16          | Dániel Gazdag      | 29   | 4      | Philadelphia Union |
| 17          | Tamás Nikitscher   | 8    | 0      | Real Valladolid    |
| 18          | Bence Dárdai       | 0    | 0      | Wolfsburg          |
| 18          | Zsolt Nagy         | 29   | 3      | Puskás Akadémia    |
| 21          | Alex Tóth          | 1    | 0      | Ferencváros        |
| Aanval      |                    |      |        |                    |
| 9           | Levente Szabó      | 2    | 0      | E. Braunschweig    |
| 19          | Barnabás Varga     | 22   | 7      | Ferencváros        |
| 20          | Roland Sallai      | 58   | 13     | Galatasaray        |
| 23          | Kevin Csoboth      | 17   | 1      | St. Gallen         |

### Recent opgeroepen
De volgende spelers zijn in 2024 opgeroepen voor het nationale elftal, maar zaten niet bij de meest recente selectie.
| Nr.         | Naam                | Wed. | Dlpnt. | Club             |
| ----------- | ------------------- | ---- | ------ | ---------------- |
| Doel        |                     |      |        |                  |
|             | Patrik Demjén       | 0    | 0      | MTK              |
|             | Balázs Tóth         | 0    | 0      | Blackburn Rovers |
| Verdediging |                     |      |        |                  |
|             | Ádám Lang           | 70   | 2      | Debrecen         |
|             | Dániel Gera         | 4    | 0      | Diósgyőr         |
|             | Bence Gergényi      | 0    | 0      | Újpest           |
|             | Szabolcs Schön      | 9    | 0      | Bolton Wanderers |
|             | Attila Mocsi        | 1    | 0      | Çaykur Rizespor  |
|             | Kornél Szűcs        | 1    | 0      | Plymouth Argyle  |
|             | Gábor Szalai        | 0    | 0      | Ferencváros      |
|             | Antal Yaakobishvili | 0    | 0      | Girona B         |
| Middenveld  |                     |      |        |                  |
|             | László Kleinheisler | 52   | 3      | Grazer AK        |
|             | Ádám Nagy           | 88   | 2      | Spezia           |
|             | Callum Styles       | 23   | 0      | West Brom        |
|             | Krisztofer Horváth  | 2    | 0      | Újpest           |
| Aanval      |                     |      |        |                  |
|             | Martin Ádám         | 28   | 3      | Paks             |
|             | Palkó Dárdai        | 1    | 0      | Hertha BSC       |
|             | Zsomber Gruber      | 1    | 0      | MTK              |
|             | Zalán Vancsa        | 2    | 0      | Roda JC          |

## Spelersrecord

### Meeste wedstrijden

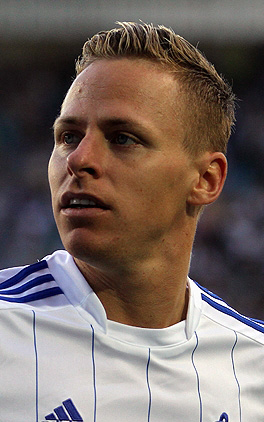
Balázs Dzsudzsák is recordinternational van Hongarije.

| Nr. | Naam             | Wedstrijden | Goals | Jaren        |
| --- | ---------------- | ----------- | ----- | ------------ |
| 1   | Balázs Dzsudzsák | 109         | 21    | 2007–2022    |
| 2   | Gábor Király     | 108         | 0     | 1998–2016    |
| 3   | József Bozsik    | 101         | 11    | 1947–1962    |
| 4   | Zoltán Gera      | 97          | 26    | 2002–2017    |
| 5   | Roland Juhász    | 95          | 6     | 2004–2016    |
| 6   | László Fazekas   | 92          | 20    | 1968–1983    |
| 7   | Ádám Nagy        | 88          | 2     | 2015–present |
| 8   | Gyula Grosics    | 86          | 0     | 1947–1962    |
| 8   | Ádám Szalai      | 86          | 26    | 2009–2022    |
| 10  | Ferenc Puskás    | 85          | 84    | 1945–1956    |

Bijgewerkt t/m 21-12-2024

### Topscorers

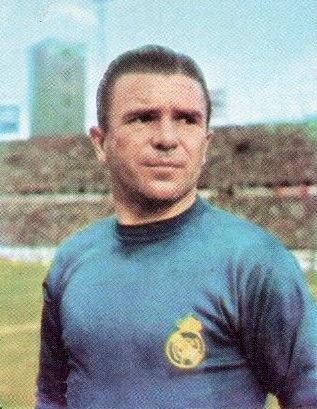
Ferenc Puskás is topscorer aller tijden van Hongarije.

| Nr. | Naam             | Goals | Wedstrijden | Ratio | Jaren     |
| --- | ---------------- | ----- | ----------- | ----- | --------- |
| 1   | Ferenc Puskás    | 84    | 85          | 0.99  | 1945–1956 |
| 2   | Sándor Kocsis    | 75    | 68          | 1.1   | 1948–1956 |
| 3   | Imre Schlosser   | 59    | 68          | 0.87  | 1906–1927 |
| 4   | Lajos Tichy      | 51    | 72          | 0.71  | 1955–1971 |
| 5   | György Sárosi    | 42    | 62          | 0.68  | 1931–1943 |
| 6   | Nándor Hidegkuti | 39    | 69          | 0.57  | 1945–1958 |
| 7   | Ferenc Bene      | 36    | 76          | 0.47  | 1962–1979 |
| 8   | Gyula Zsengellér | 32    | 39          | 0.82  | 1936–1947 |
| 8   | Tibor Nyilasi    | 32    | 70          | 0.46  | 1975–1985 |
| 10  | Flórián Albert   | 31    | 74          | 0.42  | 1959–1974 |

## FIFA-wereldranglijst[2]
| 1993 | 1994 | 1995 | 1996 | 1997 | 1998 | 1999 | 2000 | 2001 | 2002 | 2003 | 2004 | 2005 | 2006 | 2007 | 2008 | 2009 | 2010 | 2011 | 2012 | 2013 | 2014 | 2015 | 2016 | 2017 | 2018 | 2019 | 2020 | 2021 | 2022 | 2023 | 2024 |
| ---- | ---- | ---- | ---- | ---- | ---- | ---- | ---- | ---- | ---- | ---- | ---- | ---- | ---- | ---- | ---- | ---- | ---- | ---- | ---- | ---- | ---- | ---- | ---- | ---- | ---- | ---- | ---- | ---- | ---- | ---- | ---- |
| 50   | 61   | 62   | 75   | 77   | 46   | 45   | 47   | 66   | 56   | 72   | 64   | 74   | 62   | 50   | 47   | 54   | 42   | 37   | 32   | 44   | 45   | 20   | 26   | 53   | 51   | 52   | 40   | 39   | 36   | 27   | 30   |

## Statistieken

### Van jaar tot jaar
- Bijgewerkt tot en met de wedstrijd tegen  Duitsland (1-1) op 19 november 2024.

| Jaar | Wedstrijden | Wedstrijden | Wedstrijden | Wedstrijden | Doelpunten | Doelpunten | Doelpunten | Punten |
| Jaar | Duels       | Winst       | Gelijk      | Verlies     | Voor       | Tegen      | Saldo      | Punten |
| ---- | ----------- | ----------- | ----------- | ----------- | ---------- | ---------- | ---------- | ------ |
| 1990 | 10          | 5           | 2           | 3           | 18         | 12         | +6         | 1.200  |
| 1991 | 12          | 3           | 3           | 6           | 13         | 19         | –6         | 0.750  |
| 1992 | 11          | 5           | 3           | 3           | 17         | 10         | +7         | 1.182  |
| 1993 | 9           | 3           | 1           | 5           | 7          | 13         | –6         | 0.778  |
| 1994 | 12          | 0           | 4           | 8           | 12         | 31         | –19        | 0.333  |
| 1995 | 8           | 3           | 1           | 4           | 8          | 12         | –4         | 0.875  |
| 1996 | 8           | 3           | 0           | 5           | 8          | 15         | –7         | 0.750  |
| 1997 | 11          | 3           | 3           | 5           | 15         | 22         | –7         | 0.818  |
| 1998 | 9           | 6           | 2           | 1           | 16         | 7          | +9         | 1.556  |
| 1999 | 10          | 2           | 5           | 3           | 11         | 9          | +2         | 0.900  |
| 2000 | 9           | 4           | 4           | 1           | 15         | 10         | +5         | 1.333  |
| 2001 | 11          | 2           | 4           | 5           | 15         | 17         | –2         | 0.727  |
| 2002 | 10          | 3           | 3           | 4           | 13         | 14         | –1         | 0.900  |
| 2003 | 10          | 3           | 1           | 6           | 17         | 13         | +4         | 0.700  |
| 2004 | 15          | 8           | 0           | 7           | 25         | 23         | +2         | 1.067  |
| 2005 | 13          | 3           | 3           | 7           | 14         | 16         | –2         | 0.692  |
| 2006 | 8           | 4           | 0           | 4           | 11         | 12         | –1         | 1.000  |
| 2007 | 13          | 6           | 0           | 7           | 14         | 19         | –5         | 0.923  |
| 2008 | 10          | 4           | 4           | 2           | 14         | 10         | +4         | 1.200  |
| 2009 | 9           | 3           | 0           | 6           | 6          | 11         | –5         | 0.667  |
| 2010 | 9           | 4           | 1           | 4           | 17         | 16         | +1         | 1.000  |
| 2011 | 11          | 7           | 1           | 3           | 23         | 12         | +11        | 1.364  |
| 2012 | 9           | 4           | 3           | 2           | 14         | 10         | +4         | 1.222  |
| 2013 | 9           | 3           | 4           | 2           | 14         | 17         | –3         | 1.111  |
| 2014 | 9           | 4           | 2           | 3           | 12         | 9          | +3         | 1.111  |
| 2015 | 9           | 5           | 3           | 1           | 14         | 7          | +7         | 1.444  |
| 2016 | 12          | 3           | 5           | 4           | 15         | 16         | –1         | 0.917  |
| 2017 | 9           | 3           | 0           | 6           | 8          | 16         | –8         | 0.667  |
| 2018 | 10          | 3           | 2           | 5           | 13         | 13         | 0          | 0.800  |
| 2019 | 10          | 4           | 0           | 6           | 10         | 15         | –5         | 0.800  |
| 2020 | 8           | 5           | 2           | 1           | 12         | 6          | +6         | 1.500  |
| 2021 | 15          | 6           | 5           | 4           | 23         | 19         | +4         | 1.133  |
| 2022 | 10          | 5           | 2           | 3           | 13         | 9          | +4         | 1.200  |
| 2023 | 10          | 6           | 4           | 0           | 18         | 8          | +10        | 1.600  |
| 2024 | 13          | 5           | 3           | 5           | 13         | 18         | -5         | 1.000  |

### Tegenstanders
- Bijgewerkt tot en met de wedstrijd tegen  Duitsland (1-1) op 19 november 2024.

| Tegenstander                   | D   | W  | G  | V  | DV  | DT  | DS  |
| ------------------------------ | --- | -- | -- | -- | --- | --- | --- |
| Albanië                        | 8   | 5  | 1  | 2  | 19  | 2   | +17 |
| Algerije                       | 1   | 1  | 0  | 0  | 3   | 1   | +2  |
| Andorra                        | 6   | 5  | 0  | 1  | 17  | 3   | +14 |
| Antig. en Barb.                | 1   | 1  | 0  | 0  | 3   | 0   | +3  |
| Argentinië                     | 7   | 1  | 1  | 5  | 6   | 15  | −9  |
| Armenië                        | 1   | 1  | 0  | 0  | 2   | 0   | +2  |
| Australië                      | 3   | 0  | 0  | 3  | 2   | 8   | −6  |
| Azerbeidzjan                   | 7   | 7  | 0  | 0  | 19  | 2   | +17 |
| België                         | 14  | 2  | 3  | 9  | 17  | 32  | −15 |
| Bolivia                        | 2   | 2  | 0  | 0  | 9   | 2   | +7  |
| Bosnië en Her.                 | 6   | 3  | 3  | 0  | 8   | 3   | +   |
| Brazilië                       | 5   | 3  | 1  | 1  | 11  | 7   | +4  |
| Bulgarije                      | 25  | 14 | 6  | 5  | 60  | 27  | +33 |
| Canada                         | 2   | 2  | 0  | 0  | 3   | 0   | +3  |
| Chili                          | 2   | 0  | 1  | 1  | 1   | 5   | −4  |
| China                          | 1   | 0  | 0  | 1  | 1   | 2   | −1  |
| Colombia                       | 1   | 1  | 0  | 0  | 3   | 1   | +2  |
| Costa Rica                     | 1   | 1  | 0  | 0  | 1   | 0   | +1  |
| Cyprus                         | 8   | 7  | 0  | 1  | 14  | 5   | +9  |
| Duitse Democratische Republiek | 17  | 9  | 4  | 4  | 30  | 17  | +13 |
| Denemarken                     | 16  | 9  | 4  | 3  | 40  | 16  | +24 |
| Duitsland                      | 40  | 12 | 13 | 15 | 69  | 82  | −13 |
| El Salvador                    | 2   | 1  | 1  | 0  | 11  | 2   | +9  |
| Egypte                         | 4   | 2  | 1  | 1  | 9   | 5   | +4  |
| Engeland                       | 26  | 7  | 3  | 16 | 36  | 61  | −25 |
| Estland                        | 6   | 3  | 1  | 1  | 12  | 4   | +8  |
| Faeröer                        | 4   | 3  | 1  | 0  | 4   | 1   | +3  |
| Finland                        | 18  | 12 | 3  | 3  | 47  | 12  | +35 |
| Frankrijk                      | 23  | 12 | 3  | 8  | 48  | 32  | +16 |
| Georgië                        | 2   | 1  | 0  | 1  | 5   | 4   | +1  |
| Griekenland                    | 22  | 7  | 6  | 9  | 38  | 32  | +6  |
| Ierland                        | 14  | 5  | 6  | 3  | 26  | 20  | +6  |
| IJsland                        | 12  | 8  | 1  | 3  | 24  | 12  | +12 |
| India                          | 1   | 1  | 0  | 0  | 2   | 1   | +1  |
| Iran                           | 4   | 4  | 0  | 0  | 11  | 1   | +10 |
| Israël                         | 6   | 2  | 2  | 2  | 6   | 5   | +1  |
| Italië                         | 24  | 6  | 6  | 12 | 25  | 31  | −6  |
| Ivoorkust                      | 1   | 0  | 1  | 0  | 0   | 0   | 0   |
| Japan                          | 2   | 2  | 0  | 0  | 4   | 2   | +2  |
| Jordanië                       | 1   | 0  | 1  | 0  | 1   | 1   | 0   |
| Joegoslavië                    | 32  | 15 | 9  | 8  | 58  | 54  | +4  |
| Kazachstan                     | 2   | 1  | 0  | 1  | 5   | 3   | +2  |
| Kosovo                         | 1   | 1  | 0  | 0  | 2   | 0   | +2  |
| Koeweit                        | 1   | 1  | 0  | 0  | 1   | 0   | +1  |
| Kroatië                        | 12  | 2  | 6  | 4  | 10  | 19  | −9  |
| Letland                        | 7   | 6  | 0  | 1  | 16  | 7   | +9  |
| Libanon                        | 1   | 1  | 0  | 0  | 4   | 1   | +3  |
| Liechtenstein                  | 3   | 2  | 1  | 0  | 10  | 0   | +10 |
| Litouwen                       | 7   | 5  | 2  | 0  | 18  | 4   | +14 |
| Luxemburg                      | 12  | 10 | 1  | 1  | 50  | 14  | +36 |
| Macedonië                      | 3   | 2  | 1  | 0  | 6   | 0   | +6  |
| Malta                          | 12  | 9  | 2  | 1  | 28  | 6   | +22 |
| Mexico                         | 7   | 1  | 1  | 5  | 6   | 15  | −9  |
| Moldavië                       | 7   | 4  | 2  | 1  | 10  | 6   | +4  |
| Montenegro                     | 5   | 1  | 2  | 2  | 8   | 8   | +0  |
| Nederland                      | 20  | 5  | 3  | 12 | 30  | 58  | −28 |
| Nieuw-Zeeland                  | 3   | 3  | 0  | 0  | 6   | 2   | +4  |
| Noord-Ierland                  | 7   | 5  | 1  | 1  | 8   | 3   | +5  |
| Noorwegen                      | 19  | 9  | 5  | 5  | 35  | 20  | +15 |
| Oekraïne                       | 2   | 2  | 0  | 0  | 5   | 2   | +3  |
| Oostenrijk                     | 137 | 67 | 30 | 40 | 299 | 252 | +47 |
| Peru                           | 2   | 0  | 0  | 2  | 3   | 5   | −2  |
| Polen                          | 34  | 21 | 5  | 8  | 92  | 43  | +49 |
| Portugal                       | 14  | 0  | 4  | 10 | 10  | 33  | −23 |
| Qatar                          | 3   | 2  | 1  | 0  | 8   | 2   | +6  |
| Roemenië                       | 25  | 11 | 8  | 7  | 48  | 32  | +16 |
| Rusland                        | 31  | 6  | 9  | 16 | 47  | 52  | −5  |
| San Marino                     | 6   | 6  | 0  | 0  | 26  | 0   | +26 |
| Saoedi-Arabië                  | 2   | 0  | 2  | 0  | 2   | 2   | 0   |
| Schotland                      | 10  | 5  | 2  | 3  | 19  | 14  | +5  |
| Servië                         | 5   | 3  | 1  | 1  | 6   | 4   | +2  |
| Slowakije                      | 6   | 0  | 2  | 4  | 2   | 7   | −5  |
| Slovenië                       | 4   | 1  | 0  | 3  | 3   | 5   | −2  |
| Spanje                         | 13  | 3  | 5  | 5  | 18  | 21  | −3  |
| Tsjechië                       | 48  | 23 | 14 | 11 | 107 | 78  | +29 |
| Turkije                        | 16  | 10 | 2  | 4  | 36  | 16  | +20 |
| Uruguay                        | 4   | 1  | 2  | 1  | 7   | 6   | +1  |
| V.A.E.                         | 2   | 2  | 0  | 0  | 6   | 1   | +5  |
| Verenigde Staten               | 3   | 1  | 1  | 1  | 2   | 2   | 0   |
| Wales                          | 12  | 4  | 2  | 6  | 15  | 17  | −2  |
| Wit-Rusland                    | 2   | 0  | 1  | 1  | 3   | 6   | −3  |
| Zuid-Korea                     | 2   | 2  | 0  | 0  | 10  | 0   | +10 |
| Zweden                         | 45  | 18 | 10 | 17 | 90  | 78  | +12 |
| Zwitserland                    | 47  | 30 | 5  | 12 | 132 | 69  | +63 |

## Selecties

### Wereldkampioenschap
| Doel        |                  |  |  |                  |
|             | József Háda      |  |  | Ferencvárosi     |
|             | Antal Szabó      |  |  | Hungária FC MTK  |
| Verdediging |                  |  |  |                  |
|             | Gyula Futo       |  |  | Újpest FC        |
|             | Gyula Lazar      |  |  | Ferencvárosi     |
|             | Reszö Rozsonyi   |  |  | Kispesti FC      |
|             | László Sternberg |  |  | Újpest FC        |
|             | István Tamássy   |  |  | Újpest FC        |
|             | József Vágó      |  |  | Bocskai Debrecen |
| Middenveld  |                  |  |  |                  |
|             | János Dudás      |  |  | Hungária FC MTK  |
|             | István Palotás   |  |  | Bocskai Debrecen |
|             | Antal Szalay     |  |  | Újpest FC        |
|             | György Szűcs     |  |  | Újpest FC        |
|             | Géza Toldi       |  |  | Ferencvárosi     |
|             | József Turay     |  |  | Hungária FC MTK  |
|             | Jenő Vincze      |  |  | Bocskai Debrecen |
| Aanval      |                  |  |  |                  |
|             | István Avar      |  |  | Újpest FC        |
|             | Tibor Kemény     |  |  | Ferencvárosi     |
|             | Imre Markos      |  |  | Debreceni VSC    |
|             | György Sárosi    |  |  | Ferencvárosi     |
|             | Gábor Szabó      |  |  | Újpest FC        |
|             | Pavel Teleki     |  |  | Bocskai Debrecen |

| Doel        |                    |  |  |                   |
| 1           | Antal Szentmihályi |  |  | Újpesti Dózsa     |
| 21          | Jozsef Gelei       |  |  | Tatabanya Banyasz |
| 22          | István Géczi       |  |  | Ferencvárosi      |
| Verdediging |                    |  |  |                   |
| 2           | Benő Káposzta      |  |  | Újpesti Dózsa     |
| 3           | Sándor Mátrai      |  |  | Ferencvárosi      |
| 5           | Kálmán Mészöly     |  |  | Budapesti Vasas   |
| 4           | Kálmán Sóvári      |  |  | Újpesti Dózsa     |
| 17          | Gusztav Szepesi    |  |  | Tatabanya Banyasz |
| 18          | Kálmán Ihász       |  |  | Budapesti Vasas   |
| Middenveld  |                    |  |  |                   |
| 6           | Ferenc Sipos       |  |  | Budapest Honved   |
| 8           | Zoltán Varga       |  |  | Ferencvárosi      |
| 9           | Flórián Albert     |  |  | Ferencvárosi      |
| 10          | János Farkas       |  |  | Budapesti Vasas   |
| 11          | Gyula Rákosi       |  |  | Ferencvárosi      |
| 13          | Imre Mathesz       |  |  | Budapesti Vasas   |
| 14          | István Nagy        |  |  | MTK Boedapest     |
| Aanval      |                    |  |  |                   |
| 7           | Ferenc Bene        |  |  | Újpesti Dózsa     |
| 12          | Máté Fenyvesi      |  |  | Ferencvárosi      |
| 15          | Dezső Molnár       |  |  | Budapesti Vasas   |
| 16          | Lajos Tichý        |  |  | Budapest Honved   |
| 19          | Lajos Puskás       |  |  | Budapesti Vasas   |
| 20          | Antal Nagy         |  |  | Budapest Honved   |

| Doel        |                  |  |  |                   |
| 1           | Ferenc Mészáros  |  |  | Sporting Lissabon |
| 21          | Béla Katzirz     |  |  | Pécsi Munkás      |
| 22          | Imre Kiss        |  |  | Tatabanya Banyasz |
| Verdediging |                  |  |  |                   |
| 2           | Győző Martos     |  |  |                   |
| 3           | László Bálint    |  |  | Toulouse FC       |
| 4           | József Tóth      |  |  | Újpesti Dózsa     |
| 13          | Tibor Rab        |  |  | Ferencvárosi      |
| 14          | Sándor Sallai    |  |  | Debreceni VSC     |
| 18          | Attila Kerekes   |  |  | Békéscsabai Előre |
| 19          | József Varga     |  |  | Budapest Honved   |
| 20          | József Csuhay    |  |  | Videoton SC       |
| Middenveld  |                  |  |  |                   |
| 5           | Sándor Müller    |  |  | Hércules CF       |
| 6           | Imre Garaba      |  |  | Budapest Honved   |
| 8           | Tibor Nyilasi    |  |  | Ferencvárosi      |
| 16          | Ferenc Csongrádi |  |  | Videoton SC       |
| 17          | Károly Csapó     |  |  | Tatabanya Banyasz |
| Aanval      |                  |  |  |                   |
| 7           | László Fazekas   |  |  | Royal Antwerp     |
| 9           | András Töröcsik  |  |  | Újpesti Dózsa     |
| 10          | László Kiss      |  |  | Budapesti Vasas   |
| 11          | Gábor Pölöskei   |  |  | Ferencvárosi      |
| 12          | Lázár Szentes    |  |  | Raba ETO Györ     |
| 15          | Béla Bodonyi     |  |  | Budapest Honved   |

| Doel        |                  |  |  |                            |
| 1           | Péter Disztl     |  |  | Videoton SC                |
| 18          | József Szendrei  |  |  | Újpesti Dózsa SC           |
| 22          | József Andrusch  |  |  | Budapest Honved            |
| Verdediging |                  |  |  |                            |
| 2           | Sándor Sallai    |  |  | Budapest Honved            |
| 3           | Antal Róth       |  |  | Pécsi Munkás SC            |
| 4           | József Varga     |  |  | Denizlispor                |
| 5           | József Kardos    |  |  | Újpesti Dózsa SC           |
| 12          | József Csuhay    |  |  | Videoton SC                |
| 13          | László Disztl    |  |  | Videoton SC                |
| 14          | Zsolt Petry      |  |  | Zalaegerszegi TE           |
| Middenveld  |                  |  |  |                            |
| 6           | Imre Garaba      |  |  | Budapest Honved            |
| 7           | József Kiprich   |  |  | Tatabanya Banyasz SC       |
| 10          | Lajos Détári     |  |  | Budapest Honved            |
| 15          | Peter Hannich    |  |  | Györi ETO FC               |
| 16          | Jozsef Nagy      |  |  | Szombathelyi Haladás       |
| Aanval      |                  |  |  |                            |
| 8           | Antal Nagy       |  |  | Budapest Honved            |
| 9           | László Dajka     |  |  | Budapest Honved            |
| 11          | Márton Esterházy |  |  | AEK Athene                 |
| 17          | Győző Burcsa     |  |  | AJ Auxerre                 |
| 19          | György Bognár    |  |  | MTK-Vörös Meteor Sport Kör |
| 20          | Kálmán Kovács    |  |  | Budapest Honved            |
| 21          | Gyula Hajszán    |  |  | Györi ETO FC               |

### Europees kampioenschap
| Doel        |                    |  |  |                   |
|             | István Géczi       |  |  | Ferencvárosi      |
|             | Ádám Rothermel     |  |  | Tatabanya Banyasz |
|             | Peter Scherer      |  |  | 1. FSV Mainz 05   |
| Verdediging |                    |  |  |                   |
|             | László Bálint      |  |  | Ferencvárosi      |
|             | Tibor Fábián       |  |  | Budapesti Vasas   |
|             | Péter Juhász       |  |  | Újpesti Dózsa     |
|             | Miklós Páncsics    |  |  | Ferencvárosi      |
| Middenveld  |                    |  |  |                   |
|             | Flórián Albert     |  |  | Ferencvárosi      |
|             | István Juhász      |  |  | Ferencvárosi      |
|             | Lajos Kocsis       |  |  | Budapest Honvéd   |
|             | Mihály Kozma       |  |  | Budapest Honvéd   |
|             | Lajos Kü           |  |  | Ferencvárosi      |
|             | István Szőke       |  |  | Ferencvárosi      |
| Aanval      |                    |  |  |                   |
|             | Ferenc Bene        |  |  | Újpesti Dózsa     |
|             | László Branikovits |  |  | Ferencvárosi      |
|             | Antal Dunai        |  |  | Újpesti Dózsa     |
|             | László Fazekas     |  |  | Újpesti Dózsa     |
|             | Lajos Szűcs        |  |  | Budapest Honvéd   |
|             | Sándor Zámbó       |  |  | Újpesti Dózsa     |

| Doel        |                     |     |    |                   |
| 1           | Gábor Király        | 107 | 0  | Haladás           |
| 12          | Dibusz Dénes        | 4   | 0  | Ferencvárosi      |
| 22          | Péter Gulácsi       | 3   | 0  | RB Leipzig        |
| Verdediging |                     |     |    |                   |
| 2           | Ádám Lang           | 15  | 0  | Videoton          |
| 3           | Mihály Korhut       | 6   | 0  | Debrecen          |
| 4           | Tamás Kádár         | 33  | 0  | Lech Poznań       |
| 5           | Attila Fiola        | 16  | 0  | Puskás Akadémia   |
| 20          | Richárd Guzmics     | 18  | 1  | Wisła Kraków      |
| 21          | Barnabás Bese       | 2   | 0  | MTK Boedapest     |
| 23          | Roland Juhász       | 94  | 6  | Videoton          |
| Middenveld  |                     |     |    |                   |
| 6           | Ákos Elek           | 40  | 1  | Changchun Yatai   |
| 7           | Balázs Dzsudzsák    | 82  | 20 | Bursaspor         |
| 8           | Ádám Nagy           | 11  | 0  | Ferencváros       |
| 10          | Zoltán Gera         | 93  | 25 | Ferencváros       |
| 14          | Gergő Lovrencsics   | 14  | 1  | Ferencváros       |
| 15          | László Kleinheisler | 7   | 1  | Werder Bremen     |
| 16          | Ádám Pintér         | 24  | 0  | Werder Bremen     |
| 18          | Zoltán Stieber      | 15  | 3  | Nürnberg          |
| Aanval      |                     |     |    |                   |
| 9           | Ádám Szalai         | 36  | 9  | Hannover 96       |
| 11          | Krisztián Németh    | 26  | 3  | Al-Gharafa        |
| 13          | Dániel Böde         | 14  | 4  | Ferencváros       |
| 17          | Nemanja Nikolić     | 20  | 3  | Legia Warschau    |
| 19          | Tamás Priskin       | 58  | 17 | Slovan Bratislava |

 Albanië ·  Andorra ·  Armenië ·  Azerbeidzjan ·  België ·  Bosnië en Herzegovina ·  Bulgarije ·  Cyprus ·  Denemarken ·  Duitsland ·  Engeland ·  Estland ·  Faeröer ·  Finland ·  Frankrijk ·  Georgië ·  Gibraltar ·  Griekenland ·  Hongarije ·  Ierland ·  IJsland ·  Israël ·  Italië ·  Kazachstan ·  Kosovo ·  Kroatië ·  Letland ·  Liechtenstein ·  Litouwen ·  Luxemburg ·  Malta ·  Moldavië ·  Montenegro ·  Nederland ·  Noord-Ierland ·  Noord-Macedonië ·  Noorwegen ·  Oekraïne ·  Oostenrijk ·  Polen ·  Portugal ·  Roemenië ·  Rusland ·  San Marino ·  Schotland ·  Servië ·  Slovenië ·  Slowakije ·  Spanje ·  Tsjechië ·  Turkije ·  Wales ·  Wit-Rusland ·  Zweden ·  Zwitserland
 Bohemen ·  Bohemen en Moravië ·  Duitse Democratische Republiek ·  Ierland ·  Joegoslavië ·  Servië en Montenegro ·  Tsjecho-Slowakije ·  GOS ·  Saarland ·  Sovjet-Unie
MLSZ · A-internationals · Selecties · Bondscoaches · Hongaars vrouwenelftal · Olympisch elftal · Hongarije U21 · Hongarije U20 · Hongarije U19 · Hongarije U18 · Hongarije U17 · Hongarije U16
1902 – 1919 · 
1920 – 1929 · 
1930 – 1939 · 
1940 – 1949 · 
1950 – 1959 · 
1960 – 1969 · 
1970 – 1979 · 
1980 – 1989 · 
1990 – 1999 · 
2000 – 2009 · 
2010 – 2019 ·
2020 − 2029
EK's:
1964 · 
1972 · 
2016 ·
2020 ·
2024
WK's:
1934 · 
1938 · 
1954 · 
1958 · 
1962 · 
1966 · 
1978 · 
1982 · 
1986
OS:
1912 · 
1924 · 
1936 · 
1952 · 
1960 · 
1964 · 
1968 · 
1972 · 
1996
1902 · 
1903 · 
1904 · 
1905 · 
1906 · 
1907 · 
1908 · 
1909 · 
1910 · 
1911 · 
1912 · 
1913 · 
1914 · 
1915 · 
1916 · 
1917 · 
1918 · 
1919 · 
1920 · 
1921 · 
1922 · 
1923 · 
1924 · 
1925 · 
1926 · 
1927 · 
1928 · 
1929 · 
1930 · 
1931 · 
1932 · 
1933 · 
1934 · 
1935 · 
1936 · 
1937 · 
1938 · 
1939 · 
1940 · 
1941 · 
1942 · 
1943 · 
1944 · 
1945 · 
1946 · 
1947 · 
1948 · 
1949 · 
1950 · 
1952 · 
1952 · 
1953 · 
1954 · 
1955 · 
1956 · 
1957 · 
1958 · 
1959 · 
1960 · 
1961 · 
1962 · 
1963 · 
1964 · 
1965 · 
1966 · 
1967 · 
1968 · 
1969 · 
1970 · 
1971 · 
1972 · 
1973 · 
1974 · 
1975 · 
1976 · 
1977 · 
1978 · 
1979 · 
1980 · 
1981 · 
1982 · 
1983 · 
1984 · 
1985 · 
1986 · 
1987 · 
1988 · 
1989 · 
1990 · 
1991 · 
1992 · 
1993 · 
1994 · 
1995 · 
1996 · 
1997 · 
1998 · 
1999 · 
2000 · 
2001 · 
2002 · 
2003 · 
2004 · 
2005 · 
2006 · 
2007 · 
2008 · 
2009 · 
2010 · 
2011 · 
2012 · 
2013 · 
2014 · 
2015 ·
2016 ·
2017 ·
2018 ·
2019 ·
2020 ·
2021 ·
2022 ·
2023 ·
2024
Albanië ·
Algerije ·
Andorra · 
Antigua en Barbuda ·
Argentinië ·
Armenië ·
Australië ·
Azerbeidzjan ·
België ·
Bohemen ·
Bolivia ·
Bosnië en Herzegovina ·
Brazilië ·
Bulgarije ·
Canada ·
Chili ·
China ·
Colombia ·
Costa Rica ·
Cyprus ·
Denemarken ·
DDR ·
Duitsland ·
Egypte ·
El Salvador ·
Engeland ·
Estland ·
Faeröer ·
Finland ·
Frankrijk ·
Georgië ·
Griekenland ·
Ierland ·
IJsland ·
India ·
Iran ·
Israël ·
Italië ·
Ivoorkust ·
Japan ·
Joegoslavië ·
Jordanië ·
Kazachstan · 
Koeweit ·
Kosovo · 
Kroatië ·
Letland ·
Libanon ·
Liechtenstein ·
Litouwen ·
Luxemburg ·
Malta ·
Mexico ·
Moldavië ·
Montenegro ·
Nederland ·
Nederlands-Indië ·
Nieuw-Zeeland ·
Noord-Ierland ·
Noord-Macedonië ·
Noorwegen ·
Oekraïne ·
Oostenrijk ·
Paraguay ·
Peru ·
Polen ·
Portugal ·
Qatar ·
Roemenië ·
Rusland ·
San Marino ·
Saoedi-Arabië ·
Schotland ·
Servië ·
Slovenië ·
Slowakije ·
Sovjet-Unie ·
Spanje ·
Tsjechië ·
Tsjecho-Slowakije ·
Turkije ·
Uruguay ·
Verenigde Arabische Emiraten ·
Verenigde Staten ·
Verenigd Koninkrijk ·
Wales ·
Wit-Rusland ·
Zuid-Korea ·
Zweden ·
Zwitserland
Brazilië (1954) · 
Duitsland (2021) ·
Frankrijk (2021) · 
IJsland (2016) · 
Italië (1938) · 
Oostenrijk (2016) · 
Portugal (2021) · 
West-Duitsland (1954, 2)